# Wladimir Stanislawowitsch Selesnjow
Wladimir Stanislawowitsch Selesnjow (russisch Владимир Станиславович Селезнёв, wiss. Transliteration Vladimir Stanislavovič Seleznëv; * 6. Februar 1973 in Kiew, Ukrainische SSR, Sowjetunion) ist ein russischer Theater- und Filmschauspieler.

## Leben
Selesnjow wurde am 6. Februar 1973 in Kiew geboren. Seine Eltern arbeiteten als Ingenieure. Er hat eine ältere Schwester sowie mindestens einen jüngeren Bruder, nach dessen Geburt sich die Eltern trennten. 1995 schloss er die St. Petersburg Academy of Theatre Arts ab. Bereits seit 1993 ist er als Schauspieler am Maly Drama Theatre in Sankt Petersburg tätig. 2010 wurde er zu einem Volkskünstler der Russischen Föderation ernannt. Nach Darbietungen in verschiedenen Theaterstücken wirkte er zu Beginn des 21. Jahrhunderts auch in Fernseh- und Filmproduktionen mit. 2015 war er in dem Horrorfilm Der Fluch der Hexe – Queen of Spades in der Rolle eines Exorzisten zu sehen. Weitere Filmrollen hatte er 2019 in Flucht aus Leningrad oder 2021 in The Ex – Du kannst ihr nicht entkommen.

## Filmografie (Auswahl)
- 2011: V tvoikh glazakh (Пиковая дама: В твоих глазах)
- 2012: Ya emu veryu! (Fernsehserie)
- 2014: Chernaya reka (Чёрная река, Fernsehserie)
- 2015: The Puppet Syndrome (Синдром Петрушки/Sindrom Petrushki)
- 2015: Der Fluch der Hexe – Queen of Spades (Пиковая дама: Чёрный обряд/Pikovaya dama. Chyornyy obryad)
- 2016: Status: Available (Статус: Свободен/Status: Svoboden)
- 2016: Wanderers (Блуждающие/Bluzhdayushchie)
- 2017: The Bride (Невеста/Nevesta)
- 2018: I Am Happy (Я счастлив/Ya schastliv)
- 2018: Vorona (Ворона, Fernsehserie)
- 2018: Silver Spoon (Мажор/Mazhor)
- 2018: Smertelniy nomer (Смертельный номер, Fernsehserie)
- 2019: Flucht aus Leningrad (Спасти Ленинград/Spasti Leningrad)
- 2019: Storm (Шторм/Shtorm, Fernsehserie, 8 Episoden)
- 2020: Call-Center (Колл-центр/Koll-tsentr, Mini-Serie, 2 Episoden)
- 2021: Silver Spoon (Мажор/Silver Spoon)
- 2021: The Ex – Du kannst ihr nicht entkommen (Бывшая/Ex-girlfriend)
- 2022: Tekhnar (Технарь, Mini-Serie, 2 Episoden)